# Disco Superstar
Disco Superstar (Originaltitel: Disco delirio) ist ein italienischer Musikfilm aus dem Jahr 1979. Deutschsprachige Erstaufführung war am 9. März 1979; siebzehn Minuten des Filmes wurden dabei herausgeschnitten. Alternativtitel des Films ist Disco Music Fever.

## Handlung
Tino und Patrizia sind die Tanzchampions des Mailänder Esplanade-Clubs. Am Vorabend eines wichtigen Turniers führt Patrizias Eifersucht zum Streit. Tino schwärmt von einer Honda, die er durch Fotoshootings finanzieren möchte. Ihre größten Gegner auf der Tanzfläche sind Ralph und Ornella vom konkurrierenden Ganesh-Club, aber auch bei diesen gibt es Differenzen, da "Travolta" Ralph anderen Mädchen nicht abgeneigt ist. Unter diesen sind Cocca, die mit einem russischen Milliardärssohn ins Bett geht, und Luana, ein Model mit lockeren Ansichten. Neben Toni und Ralph treten als Männer noch die leichtlebigen Tappo und Bomba in Erscheinung. Am Abend des Tanzwettbewerbes konkurrieren je fünf Pärchen des Esplanade und des Ganesh. In harter Auseinandersetzung können Tino und Patrizia ihre Rivalen, zuletzt Ralph und Ornella, bezwingen. Die Siegesfeier in der Nacht ist alkoholgetränkt; die Jungs beschließen, Motorrad zu fahren. Toni verunglückt an einem Bahnübergang. Ein Arzt macht Tonis Freunden und Freundinnen Hoffnung, dass er überleben könnte.

## Kritik
Kurz angebunden war das Lexikon des internationalen Films: „Italienisches Serienprodukt, dilettantisch inszeniert, schnoddrig synchronisiert.“ In Italien wurde, so bemerkt „filmtv.it“, der Film später zum Trash-Kulthit gewählt.

## Bemerkungen
Der Film entstand zu Hochzeiten der Disco-Welle und wollte am Erfolg von Saturday Night Fever profitieren. Dies gelang nicht: In Italien spielte der Film nur 21,5 Millionen Lire ein.
Neun Stücke des Soundtracks wurden als LP veröffentlicht (Derby DBR 20132), nämlich The Day That My Heart Caught Fire (John Paul Young), Eloise (Paris Connection), Good, Bad & Funky (Shotgun), Superstar (B. McGilpin), Rock Around the Clock (Bill Haley & the Comets), Araxis Space Ship (Araxis), Romeo & Juliet (Alex R. Costandinos), S.E.X. (Idris Muhammad) und Love Is In the Air (John Paul Young).